# Мандевілл (Луїзіана)
Мандевілл (англ. Mandeville) — місто (англ. city) в США, в окрузі Сент-Таммані штату Луїзіана. Населення — 13 192 особи (2020).

## Географія
Мандевілл розташований за координатами 30°22′29″ пн. ш. 90°5′31″ зх. д. / 30.37472° пн. ш. 90.09194° зх. д. (30.374855, -90.091889).  За даними Бюро перепису населення США в 2010 році місто мало площу 17,66 км², з яких 17,39 км² — суходіл та 0,27 км² — водойми.

## Демографія
Згідно з переписом 2010 року, у місті мешкало 11 560 осіб у 4627 домогосподарствах у складі 2991 родини. Густота населення становила 655 осіб/км².  Було 5033 помешкання (285/км²).
Расовий склад населення:
| - 90,6 % — білих - 4,4 % — чорних або афроамериканців - 1,9 % — азіатів - 0,3 % — корінних американців - 1,1 % — осіб інших рас |

До двох чи більше рас належало 1,7 %. Частка іспаномовних становила 5,3 % від усіх жителів.
За віковим діапазоном населення розподілялося таким чином: 24,8 % — особи молодші 18 років, 59,0 % — особи у віці 18—64 років, 16,2 % — особи у віці 65 років та старші. Медіана віку мешканця становила 42,1 року. На 100 осіб жіночої статі у місті припадало 88,3 чоловіків;  на 100 жінок у віці від 18 років та старших — 82,8 чоловіків також старших 18 років.
Середній дохід на одне домашнє господарство  становив 106 294 долари США (медіана — 71 689), а середній дохід на одну сім'ю — 131 985 доларів (медіана — 94 355). Медіана доходів становила 65 441 долар для чоловіків та 41 250 доларів для жінок. За межею бідності перебувало 6,0 % осіб, у тому числі 2,7 % дітей у віці до 18 років та 11,2 % осіб у віці 65 років та старших.
Цивільне працевлаштоване населення становило 5987 осіб. Основні галузі зайнятості: освіта, охорона здоров'я та соціальна допомога — 22,6 %, науковці, спеціалісти, менеджери — 16,1 %, мистецтво, розваги та відпочинок — 12,2 %, роздрібна торгівля — 10,3 %.